# Sobre la cuestión judía
Sobre la cuestión judía (en alemán: Zur Judenfrage) es una reseña de 1843 de Karl Marx de dos obras de Bruno Bauer, que fue publicada en 1844.
El joven hegeliano Bruno Bauer escribió sobre el intento de los judíos de lograr la emancipación política en Prusia, argumentando que solo podrían obtenerla renunciando a su conciencia religiosa particular, ya que la emancipación política requiere un estado secular, que él supone que no deja ningún "espacio" para identidades sociales como la religión. Según Bauer, tales exigencias religiosas son incompatibles con la idea de los "Derechos del Hombre". La verdadera emancipación política, para Bauer, requiere la abolición de la religión.
Marx usa el ensayo de Bauer como una ocasión para su propio análisis de los derechos liberales, argumentando que Bauer se equivoca al suponer que en un "estado secular" la religión ya no desempeñará un papel destacado en la vida social, y dando como ejemplo la omnipresencia de religión en los Estados Unidos, que, a diferencia de Prusia, no tenía religión estatal. En el análisis de Marx, el "Estado laico" no se opone a la religión, sino que la presupone. La eliminación de los requisitos religiosos o patrimoniales de los ciudadanos no significa la abolición de la religión o la propiedad, sino que sólo introduce una forma de considerar a los individuos en abstracción de ellos.
En el ensayo, Marx va más allá de la cuestión de la libertad religiosa a su preocupación real por el análisis de Bauer de la "emancipación política". Marx concluye que si bien los individuos pueden ser libres "espiritualmente" y "políticamente" en un estado secular, aún pueden estar sujetos a restricciones materiales de la libertad por la desigualdad económica, una suposición que luego sería la base de sus crítica al capitalismo.
Varios eruditos y comentaristas consideran Sobre la cuestión judía, y en particular su segunda sección, que aborda el trabajo de Bauer "La capacidad de los judíos y cristianos actuales para convertirse en libres", como antisemita; sin embargo, muchos otros no están de acuerdo.

## Antecedentes y publicación
Marx escribió la reseña de 34 páginas entre octubre y diciembre de 1843, después de completar el trabajo sobre un cuerpo de manuscritos, inéditos durante su vida, publicados más tarde bajo el título Crítica de la crítica de la filosofía del derecho de Hegel. Inicialmente estuvo en Kreuznach, donde se casó con Jenny von Westphalen en junio de 1843 y pasó su luna de miel, a partir de octubre, en París. El ensayo trata de dos textos de Bruno Bauer publicados en 1843, La cuestión judía (1843) y el ensayo La capacidad de liberación de los judíos y cristianos de hoy (1843). El texto se publicó por primera vez en París en febrero de 1844, en la única edición publicada de los Anales franco-alemanes editada por Marx y Arnold Ruge. Una traducción francesa de Hermann Ewerbeck apareció en París en 1850. Wilhelm Hasselmann intentó utilizar la obra de Marx para sus propósitos antisemitas en su artículo Das Judentum. En relación con la controversia del antisemitismo de Berlín, Eduard Bernstein publicó la segunda parte del ensayo en el Social Democrat en junio y julio de 1881. El texto completo apareció en octubre de 1890 en el Berliner Volksblatt, editado por Wilhelm Liebknecht.
En la década de 1920, durante las rivalidades políticas con los nazis, el Partido Comunista Alemán (KPD) recurrió repetidamente a elementos de la propia propaganda antisemita. Con motivo del cuadragésimo aniversario de la muerte de Marx en marzo de 1923, el diario del KPD Die Rote Fahne reprodujo un extracto de la segunda parte de Sobre la cuestión judía, incluida la frase final "La emancipación social del judío es la emancipación de la sociedad del judaísmo", con el subtítulo adicional no empleado por Marx "Den Nationalsozialisten ins Stammbuch". El investigador del antisemitismo Olaf Kistenmacher interpreta esto como una mala interpretación del compendio del KPD con el objetivo de presentarse como antijudío.
La publicación más antigua en el catálogo de la Biblioteca Nacional Alemana es una edición publicada por Stefan Großmann en Rowohlt Verlag de Berlín en 1919 como la cuarta parte de la serie de folletos Umsturz und Aufbau (Revolución y construcción). La obra está disponible en diez idiomas en el Marxists Internet Archive, pero no existe una versión en español.  No se ha conservado el manuscrito del ensayo.

## Antecedentes

### La conexión personal de Marx con el judaísmo
Cuando Karl Marx tenía dos o tres años, su padre se convirtió del judaísmo al cristianismo protestante porque, como judío, no se le permitía ejercer la abogacía.  Ambos abuelos habían sido rabinos y también muchos otros antepasados. Karl Marx fue bautizado como protestante junto con sus seis hermanos en casa de sus padres el 18 de agosto de 1824. El 18 de marzo de 1834 fue confirmado en la parroquia protestante de Trier.
Sus contemporáneos también eran conscientes de su ascendencia judía, por lo que algunos de ellos se refirieron a su antigua filiación religiosa y en ocasiones lo atacaron muy directamente de manera antisemita, como Bakunin, aunque Marx se había alejado de cualquier religiosidad y la criticaba fundamentalmente. Dado que ciertas formulaciones en Marx fueron interpretadas en el respectivo contexto histórico, dentro de las propias visiones ideológicas y fuera del contexto de su origen, a menudo surgieron críticas o denuncias sobre el supuesto antisemitismo en Marx, las cuales se basaron no solo en Sobre la cuestión judía, sino también en cartas privadas de Marx a Engels sobre la obra de Ferdinand Lassalle. En una carta a su tío Lion Philips fechada el 29 El 18 de noviembre de 1864, Marx se refirió a Benjamin Disraeli como un "compañero de tribu". La relación de Marx con el judaísmo ha sido siempre objeto de debates controvertidos, pero rara vez dentro del contexto de la "formación de la teoría marxista", ya que Marx hizo pocas afirmaciones útiles sobre el judaísmo en ese sentido.
En su biografía de Marx, Franz Mehring escribe que las cartas de Marx a sus padres no muestran "rastros de naturaleza judía o no judía". Sospecha que el abandono de la religión judía por parte de su padre era de hecho "la renuncia al judaísmo... en las circunstancias de la época no era sólo un acto de emancipación religiosa, sino también -y principalmente- un acto de emancipación social". El padre ilustrado, educado “liberalmente”, “[liberado] de todo prejuicio judío”  habría dejado a Marx un “legado valioso” a través de la educación ilustrada que le dio. Dawid Ryazanov, por otro lado, pinta un cuadro algo diferente. Señala que muchos pensadores alemanes importantes para el socialismo en Alemania, como Marx, Lassalle, Heine o Börne, eran de origen judío, lo que atribuye a la doble opresión a la que se enfrentaban los judíos críticos del sistema. Esta creciente discriminación también convenció al padre de Marx, aunque hacía tiempo que había dejado de ser religioso, a cambiar de religión, como ya había señalado Mehring. Helmut Hirsch describe un caso de 1843 en el que la comunidad judía de Colonia le pidió a Marx, a la edad de 24 años, que escribiera una petición para la exención de las represiones, que Marx firmó gustosamente, como Marx le escribió a Arnold Ruge el 13 de marzo de 1843. El Rheinische Zeitung ya se había opuesto repetidamente a la opresión de los judíos. Cuando preparaba la edición completa de las obras de Marx-Engels, Hans Stein viajó a Trier en 1928 y entrevistó a testigos contemporáneos. La viuda Becker habló de su padre, que había trabajado para Heinrich Marx, y explicó el motivo del cambio de religión: "Porque Marx ocupaba un cargo público, no podía ser judío". Eleanor Marx escribió el 21 de octubre de 1890: "Estaré muy contenta de hablar en esa reunión [...] tanto más contenta ya que mi padre era judío".) Y durante el caso Dreyfus dijo: "Soy judía".)

### Historia de la teoría
En 1841, Marx se doctoró en filosofía con una obra sobre los materialistas antiguos (Diferencia entre la filosofía natural democrítica y epicúrea), en cuya dedicatoria ensalzó un punto de vista idealista. Sin embargo, ya en 1837, en una carta a su padre, se puede encontrar una visión apartada del sistema hegeliano y del idealismo. En ese momento, Marx se movía en los círculos de los jóvenes hegelianos. Después de completar sus estudios, trabajó desde octubre de 1842 como editor en jefe del recién fundado Rheinische Zeitung, donde conoció a Engels y, por primera vez, "tuvo la vergüenza de tener que opinar sobre los llamados intereses materiales", incluidos los del proletariado. Esto lo llevó a ocuparse cada vez más de las teorías económicas, especialmente de la economía clásica. En este momento comenzó a estudiar más intensamente el materialismo de Ludwig Feuerbach y a familiarizarse con los movimientos socialistas y comunistas. Después del fin forzado de la publicación del Rheinische Zeitung en marzo de 1843, Marx planeó la publicación de los Anales franco-alemanes con Arnold Ruge. En el curso de su trabajo para el Deutsch-Französische Jahrbücher, Marx escribió Sobre la crítica de la filosofía hegeliana del derecho de marzo a agosto de 1843 e inmediatamente después, en diciembre de 1843, Sobre la cuestión judía. De un intercambio de cartas con Ruge, que también se publicó en los anuarios, queda claro que en septiembre de 1843 Marx aún no se veía a sí mismo como socialista o comunista. Sobre la cuestión judía, examina críticamente el idealismo teológico de los jóvenes hegelianos, al que Marx quería oponer la sociedad real. Su obra posterior, Crítica de la filosofía del derecho de Hegel, que también se publicó en los anuarios, sigue el mismo enfoque, que contiene la famosa crítica de Marx a la religión y en la que eleva por primera vez al proletariado a sujeto revolucionario. En La Sagrada Familia (1844) hay un examen más detallado del tema del escrito Sobre la cuestión judía, incluido el mismo. Marx y Engels describieron críticamente Sobre la cuestión judía en la Deutschen Ideologie (1845) como una obra escrita en una “fraseología filosófica”, pero sin embargo fundamentalmente materialista. En Una contribución a la crítica de la economía política de 1859, Marx señaló que él y Engels tenían la intención de resolver conjuntamente la oposición su punto de vista contra el ideológico de la filosofía alemana, de hecho, ajustar cuentas con su anterior conciencia filosófica. Esa intención se concretizó en una crítica de la filosofía poshegeliana, que Marx ya había tratado críticamente antes, pero que ahora era por primera vez contrarrestada con una teoría conceptual y sustantivamente nueva, dialécticamente materialista–marxista.
Los orígenes de la teoría de Marx, la confrontación con Hegel, Feuerbach, la economía política, el movimiento obrero, se pueden observar en embrión, pero no en una forma completamente desarrollada. La crítica de Hegel es la más completa, mientras que la confrontación de Marx con la economía política está solo en sus inicios, y el enfoque (y posterior crítica) del materialismo de Feuerbach no es claramente evidente en los escritos. Aún no se han elaborado conceptos centrales en escritos posteriores, ni tampoco una teoría “histórico-materialista”. Con los Manuscritos económico-filosóficos  escritos en 1844, que se consideran la primera gran obra político-económica, y las Tesis sobre Feuerbach escritas en 1845, así como La Ideología alemana, que quedó inédita en vida de él, el Manifiesto del partido comunista, la economía política  que sólo fue desarrollada en su totalidad en El Capital, aún faltaban momentos teóricos centrales que fueron de gran importancia en escritos posteriores. Ya en este escrito hay pensamientos y problemas básicos sobre las posibilidades de la emancipación humana, que ocuparon a Marx a lo largo de su obra.
En opinión de Urs Linder, la escritura Sobre la cuestión judía puede considerarse como el "más claro rechazo a la figura del actor filosófico, de la persona como propietario privado inventada por [John] Locke" en los primeros trabajos de Marx.

## Temas
Marx aborda en su escrito la cuestión de la emancipación política y humana, y, como en la Crítica de la Filosofía del Derecho de Hegel, la relación contradictoria entre el estado político y la sociedad civil, y su solución, son centrales en la argumentación.
En la introducción, Marx presenta la solución de Bruno Bauer a la cuestión judía. Según Marx, Bauer entendía la cuestión judía como "el problema de las relaciones de la religión con el Estado, de la contradicción entre las ataduras religiosas y la emancipación política. La emancipación de la religión es planteada como condición, tanto para el judío que quiere emanciparse políticamente como para el Estado que ha de emancipar y que debe, al mismo tiempo, ser emancipado"  Según Marx, no sólo habría que preguntarse quién debe emanciparse y quién debe ser emancipado, sino también: “¿Qué condiciones se basan en la naturaleza de la emancipación exigida? El error de Bauer radica en "que sólo somete a crítica al 'Estado cristiano', no al 'Estado per se', que no examina la relación entre emancipación política y emancipación humana". Usando ejemplos concretos, Marx señala que la plena emancipación política es ciertamente posible con la continuación de la existencia y práctica de la religión, como puede verse en el ejemplo de la separación del estado y la religión en los Estados Unidos. "El estado puede así haberse emancipado de la religión, incluso si la gran mayoría sigue siendo religiosa. Y la gran mayoría no deja de ser religiosa por eso [...]  Entonces surge la pregunta:

Si hasta en un país de emancipación política acabada [Estados Unidos] nos encontramos, no sólo con la existencia de la religión, sino con su existencia lozana y vital, tenemos en ello la prueba de que la existencia de la religión no contradice a la perfección del Estado […] La religión no constituye ya, para nosotros, el fundamento, sino simplemente el fenómeno de la limitación secular. Nos explicamos, por tanto, las ataduras religiosas de los ciudadanos libres por sus ataduras seculares. No afirmamos que deban acabar con su limitación religiosa, para poder destruir sus barreras seculares. Afirmamos que acaban con su limitación religiosa tan pronto como destruyen sus barreras temporales. No convertimos los problemas seculares en problemas teológicos. Después que la historia se ha visto disuelta durante bastantes siglos en la superstición, disolvemos la superstición en la historia. El problema de las relaciones de la emancipación política con la religión se convierte, para nosotros, en el problema de las relaciones de la emancipación política con la emancipación humana.
Karl Marx, Sobre la cuestión judía, Biblioteca libre Omegalfa, 2018, pp. 9-10.

Este contraste, al que finalmente se reduce la cuestión judía, es “la relación del Estado político con sus requisitos previos, sean estos elementos materiales, como la propiedad privada, etc., o espirituales, como la educación, la religión, el conflicto entre el interés general y el interés privado, la escisión entre el estado político y la sociedad civil, Bauer permite que existan estas contradicciones mundanas mientras polemiza contra su expresión religiosa. "
Marx resume: “La contradicción en la que se encuentra el seguidor de una religión particular con su ciudadanía es sólo una parte de la contradicción secular general entre el estado político y la sociedad civil.... La emancipación del Estado de la religión no es la emancipación del hombre real de la religión. Así que no les decimos a los judíos con Bauer: no se puede emancipar políticamente sin emanciparse radicalmente del judaísmo. Más bien, les decimos: porque se puede emancipar políticamente sin renunciar por completo al judaísmo y sin protestar, la emancipación política en sí misma no es la emancipación humana. "
Mientras que las personas son iguales en el Estado burgués, son desiguales en la sociedad, y más aún, la igualdad en el Estado perpetúa la desigualdad en la sociedad. El derecho existe históricamente, como Marx intenta ilustrar con el ejemplo del feudalismo y las revoluciones burguesas que le siguieron, sobre todo como prerrogativa para asegurarse privilegios. En este contexto, Marx formula una crítica de los derechos humanos, aunque considera esta emancipación política como un paso importante hacia la emancipación humana y como la última forma de emancipación humana "dentro del orden mundial existente".

Pero el derecho humano de la libertad no se basa en la unión del hombre con el hombre, sino, por el contrario, en la separación del hombre con respecto al hombre. Es el derecho a esta disociación, el derecho del individuo delimitado, limitado a sí mismo. La aplicación práctica del derecho humano de la libertad es el derecho humano de la propiedad privada […] El derecho humano de la propiedad privada es, por tanto, el derecho a disfrutar de su patrimonio y a disponer de él arbitrariamente (á son gré), sin atender a los demás hombres, independientemente de la sociedad, el derecho del interés personal. Aquella libertad individual y esta aplicación suya constituyen el fundamento de la sociedad burguesa. Sociedad que hace que todo hombre encuentre en otros hombres, no la realización, sino, por el contrario, la limitación de su libertad.
Karl Marx, Sobre la cuestión judía, Biblioteca libre Omegalfa, 2018, pp. 28-29.

En la sociedad civil, el derecho a la seguridad no se eleva por encima del egoísmo de sus miembros, es "más bien el seguro de su egoísmo"  para garantizar a cada miembro de la sociedad la "preservación de su persona, de su derechos y su propiedad. La cohesión social de los miembros individuales se basa únicamente en la conservación de "su propiedad y su persona egoísta".
Según Marx, la revolución política de la burguesía disolvió, por un lado, el carácter político de la sociedad feudal, con la destrucción de todos los estamentos, corporaciones, privilegios, “que eran otras tantas expresiones de la separación del pueblo de su comunidad.  Por otro lado, liberó al Estado político de su "mezcla con la vida burguesa y lo constituyó como la esfera de la comunidad, de los asuntos populares en general, en independencia ideal de esos elementos particulares de la vida burguesa. "  La emancipación política condujo a la "reducción del hombre, por un lado al miembro de la sociedad civil, al individuo egoísta independiente, por otro lado al ciudadano, a la persona moral."  "Aplastó a la sociedad civil en sus componentes simples... La actividad específica en la vida y la situación específica en la vida se hundieron en un significado puramente individual. Ya no formaban la relación general del individuo con el Estado como un todo."  La abolición de las relaciones feudales fue, por lo tanto, "la sacudida de los lazos que ataban el espíritu egoísta de la sociedad burguesa". La emancipación política fue al mismo tiempo la emancipación de la sociedad burguesa de la política.  La consumación del idealismo del Estado fue al mismo tiempo la consumación del materialismo de la sociedad burguesa. Para superar esta circunstancia, la sociedad civil debe cambiar radicalmente:

Tan pronto logre la sociedad acabar con la esencia empírica del judaísmo, con la usura y con sus premisas, será imposible el judío, porque su conciencia carecerá ya de objeto, porque la base subjetiva del judaísmo, la necesidad práctica, se habrá humanizado, porque se habrá superado el conflicto entre la existencia individual-sensible y la existencia genérica del hombre. La emancipación social del judío es la emancipación de la sociedad del judaísmo.
Karl Marx, Sobre la cuestión judía, Biblioteca libre Omegalfa, 2018, p. 46.

## Recepción
Si la escritura es antisemita es controvertido en la investigación. En su obra alemana de 1955 Elementos y orígenes de la dominación total, Hannah Arendt la llama una “obra clásica” del “antisemitismo de izquierda”. Edmund Silberner de la Universidad Hebrea de Jerusalén también clasifica a Marx como antisemita debido a este escrito, entre otras cosas. El historiador Lars Fischer lo contradice: a Marx no le preocupaban en absoluto los ataques al judaísmo, sino la crítica al capitalismo y las posibilidades de emancipación social.
El estudioso del antisemitismo Robert Wistrich afirmó que "el resultado neto del ensayo de Marx es reforzar un estereotipo antijudío tradicional, la identificación de los judíos con los que hacen dinero, de la manera más aguda posible". Bernard Lewis describió "Sobre la cuestión judía" como "uno de los clásicos de la propaganda antisemita". Hal Draper (1977) observó que el lenguaje de la segunda parte de Sobre la cuestión judía seguía la visión del papel de los judíos dada en el ensayo del socialista judío Moses Hess Sobre el sistema monetario. Según Edward Flannery, Marx consideraba a los judíos capitalistas entusiastas.
Hyam Maccoby argumentó que Sobre la cuestión judía es un ejemplo de lo que él considera el "antisemitismo temprano" de Marx. Según Maccoby, Marx argumenta en el ensayo que el mundo moderno comercializado es el triunfo del judaísmo, una pseudorreligión cuyo dios es el dinero. Maccoby sugirió que Marx estaba avergonzado por su origen judío y usó a los judíos como "medida del mal". Maccoby escribe que en años posteriores, Marx limitó lo que él considera antipatía hacia los judíos a cartas y conversaciones privadas debido a la fuerte identificación pública con el antisemitismo por parte de sus enemigos políticos tanto de izquierda (Pierre-Joseph Proudhon y Mijaíl Bakunin) como de derecha. (la aristocracia y la Iglesia).
Para el sociólogo Robert Fine (2006), el ensayo de Bauer "se hizo eco de la representación generalmente perjudicial del judío como "comerciante" y "hombre de dinero" , mientras que "el objetivo de Marx era defender el derecho de los judíos a la plena emancipación civil y política (es decir, a iguales derechos civiles y políticos) junto con todos los demás ciudadanos alemanes". Fine argumenta que "[la] línea de ataque que adopta Marx no es contrastar el crudo estereotipo de los judíos de Bauer con la situación real de los judíos en Alemania", sino "revelar que Bauer no tiene idea de la naturaleza de la democracia moderna". El sociólogo Larry Ray en su respuesta (2006) a Fine reconoce la lectura del ensayo de Fine como una defensa irónica de la emancipación judía. Señala la ambigüedad del lenguaje de Marx. Ray traduce una oración del ensayo y la interpreta como una posición asimilacionista "en la que no hay lugar dentro de la humanidad emancipada para los judíos como una identidad étnica o cultural separada", y que aboga por "una sociedad en la que tanto en la cultura como en la economía se elimina la diferencia". Aquí, Ray ve a Marx en una "línea de pensamiento de izquierda que no ha podido abordar formas de opresión que no estén directamente relacionadas con la clase".
David Nirenberg considera que Marx usó el antijudaísmo como marco teórico para dar sentido al mundo y comprometerse críticamente con él. En su libro de 1965 For Marx, Louis Althusser dice que en "Sobre la cuestión judía, Crítica de la filosofía del derecho de Hegel, etc., e incluso generalmente en La Sagrada Familia que". . . Marx se limitaba a aplicar la teoría de la alienación, es decir, la teoría de la "naturaleza humana" de Feuerbach, a la política y a la actividad concreta del hombre, antes de extenderla (en gran parte) a la economía política en los Manuscritos ". Se opone a una tendencia según la cual " El Capital ya no se lee como 'Sobre la cuestión judía', 'Sobre la cuestión judía' se lee como 'Capital '  . Para Althusser, el ensayo “es un texto profundamente “ideológico”, “comprometido con la lucha por el comunismo”, pero sin ser marxista; “por lo que no puede, teóricamente, identificarse con los textos posteriores que definirían el materialismo histórico ”.
En el Handbook of Anti-Semitism, Matthias Vetter llega a la conclusión de que Marx no persiguió ninguna construcción comparativa antisemita con ella; su lenguaje, sus comparaciones y sus intenciones eran muy antisemitas. El escrito, que ha recibido poca atención, no puede entenderse como el comienzo del antisemitismo de izquierda, sino más bien como el comienzo de una subestimación del antisemitismo por parte de la izquierda y la visión de que “el único futuro del judaísmo radica en su desaparición”.
Isaac Deutscher (1959) compara a Marx con Elisha ben Abuyah, Baruch Spinoza, Heinrich Heine, Rosa Luxemburg, León Trotski y Sigmund Freud, todos los cuales él considera herejes que repudian a los judíos, pero que aún pertenecen a una tradición judía. Según Deutscher, la "idea del socialismo y de la sociedad sin clases y sin estado" de Marx expresada en el ensayo es tan universal como la "Ética y Dios" de Spinoza. Al enmarcar su proyecto económico y político revolucionario como una liberación del mundo del judaísmo, Marx expresó un "deseo mesiánico" que era en sí mismo "bastante cristiano", según David Nirenberg.
Shlomo Avineri (1964), si bien considera el antisemitismo de Marx como un hecho bien conocido, señala que la crítica filosófica de Marx al judaísmo a menudo ha eclipsado su enérgico apoyo a la emancipación judía como meta política inmediata. Avineri señala que en los debates de Bauer con varios polemistas judíos contemporáneos, Marx respaldó por completo las opiniones de los escritores judíos contra Bauer. En una carta a Arnold Ruge, escrita en marzo de 1843, Marx escribe que tenía la intención de apoyar una petición de los judíos a la Asamblea Provincial. Explica que si bien no le gusta el judaísmo como religión, tampoco le convence la opinión de Bauer (que los judíos no deben emanciparse a menos que abandonen el judaísmo). Sin embargo, también aclara en la carta que su apoyo a la petición es meramente táctico, para promover sus esfuerzos por debilitar el estado cristiano.
La feminista Wendy Brown argumenta que el ensayo es principalmente una crítica de los derechos liberales, más que una crítica del judaísmo, y que pasajes aparentemente antisemitas como "El dinero es el dios celoso de Israel, frente al cual ningún otro dios puede existir" deben ser leídos en ese contexto.
Francis Wheen dice: "Aquellos críticos, que ven esto como un anticipo de Mein Kampf, pasan por alto un punto esencial: a pesar de la fraseología torpe y los estereotipos crudos, el ensayo fue escrito en realidad como una defensa de los judíos. Fue una réplica a Bruno Bauer, quien había argumentado que a los judíos no se les deberían otorgar plenos derechos y libertades cívicos a menos que fueran bautizados como cristianos". Aunque decía ser ateo, Bruno Bauer veía el judaísmo como una religión inferior. Jonathan Sacks, ex rabino mayor del Reino Unido, considera que la aplicación del término "antisemitismo" a Marx es un anacronismo porque cuando Marx escribió Sobre la cuestión judía, prácticamente todos los principales filósofos europeos expresaron puntos de vista similares, y la palabra "antisemitismo" aún no se había acuñado, y mucho menos desarrollado un componente racial. Sacks dice que existía poca conciencia de la profundidad del prejuicio europeo contra los judíos. Marx expresó así simplemente el pensamiento común de su época, según Sacks.
El sociólogo Detlev Claussen criticó el texto Sobre la cuestión judía como "amaterialista y acientífico" porque no supo señalar la diferencia entre la sociedad preburguesa y la burguesa y se obstinó en un análisis de la circulación de bienes y dinero.

## Ediciones
- Karl Marx: Sobre la cuestión judía. In: Deutsch-Französische Jahrbücher, Paris 1844, p. 182 y siguientes (google books)
- Marx-Engels-Werke volumen 1, pp. 347–377. DEA Archiv
- Marx-Engels-Gesamtausgabe sección I volumen 2, Dietz Verlag, Berlin 1982, pp. 141–169 y 648–667.